# Rhétique
Ne doit pas être confondu avec Langues rhéto-romanes.

Carte ethnique d'Italie au La zone rhétique est en rose.

Zone approximative de l'étendue des langues tyrséniennes.

Le rhétique ou rétique est une langue éteinte, disparue au cours du IIIe siècle qui était parlée dans les Alpes orientales.

## Histoire et extension géographique
Le rhétique est une langue éteinte parlée par les Rhètes, un peuple alpin qui vivait dans l'actuelle Italie nord orientale, l'ouest de l'Autriche, la Suisse orientale, le Liechtenstein et l'Allemagne méridionale.
Les principaux lieux de trouvailles archéologiques se situent au Sud-Tyrol (Unterland), Trentin-Haut-Adige, en particulier Vadena, Laghetti, Magrè sulla strada del vino (Bolzano), Sanzeno (Trente) et la Valpolicella (Vérone). En Vénétie, on trouve quelques inscriptions rhétiques en domaine vénète, autour de Feltre et de Montebelluna.

## Classification linguistique
Les textes qui nous sont parvenus sont courts et d'interprétation difficile, du fait que ce n'est pas une langue indo-européenne.
Des études récentes, menées en 1998 par le linguiste allemand Helmut Rix, tendent à démontrer de bonnes similitudes avec l'étrusque (qui s'est étendu de l'Italie centrale à la moitié est de la Corse, donc tout autour de la mer Tyrrhénienne). Selon lui, l'étrusque serait lui-même apparenté au lemnien, une autre langue morte qui a existé au nord-est de la mer Égée et dont on a retrouvé une stèle gravée ; ces trois langues anciennes forment alors selon lui la famille dite des langues tyrséniennes (ou tyrrhéniennes).
Cette famille serait alors cousine des langues indo-européennes et des langues caucasiennes, par un ancêtre commun (pré-indo-européen), issu du très ancien sumérien[réf. nécessaire]. Si ces filiations linguistiques sont encore difficiles à déterminer par les seules méthodes d'analyse linguistique (comparaison phonologique des langues actuelles ou passées, étude historique des évolutions des alphabets, analyse sémantique et lexicale des écrits), les études génétiques réalisées sur les populations humaines ou des restes d'anciennes sépultures peuvent aider à confirmer les traces des anciennes migrations humaines qui ont emporté avec elles les héritages de leurs langues transformées, même au travers des océans et des continents.[réf. nécessaire]

## Écriture

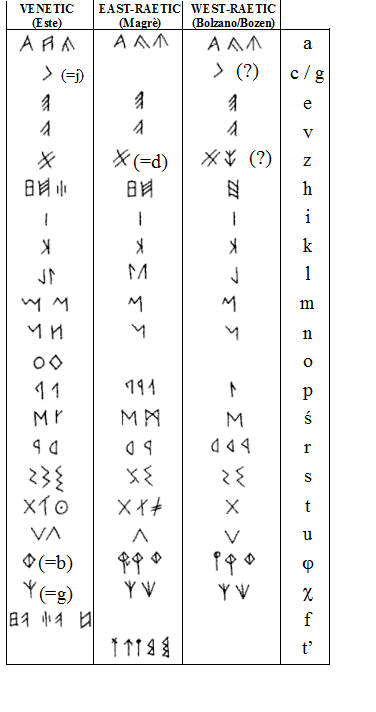
Les alphabets rhétique et vénète.

L'alphabet rhétique est aussi connu sous le nom d'alphabet de Bolzano ou de Sanzeno et présente des analogies avec le Futhark et l'alphabet camunien,,,
Il existe environ deux cents inscriptions rédigées dans cet alphabet, similaire à l'alphabet étrusque mais avec certaines transformations locales.Il s'agit souvent d'inscriptions à caractère votif.